# Río Vizcachas
El río Vizcachas es un curso de agua binacional que se inicia en el sudoeste de la provincia de Santa Cruz, Argentina, con dirección al este para girar en una amplia curva hacia el oeste hasta cruzar la frontera hacia Chile y tras su confluencia con el río Baguales desemboca en el río de las Chinas que las lleva al río Serrano, el que finalmente las entrega al Seno Última Esperanza, en el océano Pacífico.
(No se debe confundir con el río Vizcachas de Pulido en la cuenca del río Copiapó.)

## Trayecto
Nace en la sierra de los Baguales, de la confluencia de varios arroyos, entre ellos Ensenada de Flores, Ensenada de Falcón, y Ensenada de Riques, y desciende de la Planicie Vizcachas. Cerca de la estancia Coronel Guarumba gira hacia el sur hasta alcanzar un área baja de humedales. A 51° S, gira hacia el oeste hasta cruzar el límite fronterizo con Chile, y continuando hasta desembocar en el río de las Chinas que a su vez desemboca en el río Serrano, que pertenece a la cuenca del Océano Pacífico.
Al cruzar la frontera, lo hace sirviendo de límite entre ambos países: 597  entre los hitos 70 y 71.
Otros dos cauces fluviales cercanos –el arroyo Zanja Honda y el río Don Guillermo– nacen en territorio argentino y desembocan en el mismo río Serrano, de modo que sus cuencas también desaguan en el Pacífico.

## Caudal y régimen
Basada en las mediciones hechas en la estación fluviométrica ubicada en el río Vizcachas, antes de su junta con el río Baguales, a 80 m s. n. m., la Dirección General de Aguas concluye que el régimen del río  presenta un régimen con un marcado carácter nival, con sus mayores caudales en primavera, producto de importantes deshielos. En años húmedos y secos los mayores caudales ocurren entre octubre y diciembre, mientras que en el resto del año estos se mantienen sin grandes variaciones.: 26 

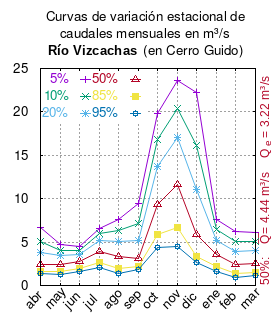
Curvas de variación estacional del río Vizcachas en Cerro Guido.

El caudal del río (en un lugar fijo) varía en el tiempo, por lo que existen varias formas de representarlo. Una de ellas son las curvas de variación estacional que, tras largos periodos de mediciones, predicen estadísticamente el caudal mínimo que lleva el río con una probabilidad dada, llamada probabilidad de excedencia. La curva de color rojo ocre (con {\displaystyle {\color {Red}\vartriangle }}) muestra los caudales mensuales con probabilidad de excedencia de un 50%. Esto quiere decir que ese mes se han medido igual cantidad de caudales mayores que caudales menores a esa cantidad. Eso es la mediana (estadística), que se denota Qe, de la serie de caudales de ese mes. La media (estadística) es el promedio matemático de los caudales de ese mes y se denota {\displaystyle {\overline {Q}}}. 
Una vez calculados para cada mes, ambos valores son calculados para todo el año y pueden ser leídos en la columna vertical al lado derecho del diagrama. El significado de la probabilidad de excedencia del 5% es que, estadísticamente, el caudal es mayor solo una vez cada 20 años, el de 10% una vez cada 10 años, el de 20% una vez cada 5 años, el de 85% quince veces cada 16 años y la de 95% diecisiete veces cada 18 años. Dicho de otra forma, el 5% es el caudal de años extremadamente lluviosos, el 95% es el caudal de años extremadamente secos. De la estación de las crecidas puede deducirse si el caudal depende de las lluvias (mayo-julio) o del derretimiento de las nieves (septiembre-enero).

## Historia
El río es mencionado en el artículo 4 del laudo The Cordillera of the Andes Boundary Case (Argentina, Chile) emitido por la Corona británica, en el Laudo limítrofe entre Argentina y Chile de 1902. Octavio Errázuriz y Germán Carrasco lo resumen en las siguientes palabras:
El articulo IV determinaba la frontera en la zona del seno de la Última Esperanza, partiendo desde el monte Strokes por la divisoria continental de las aguas, que abandonaba para cruzar el rio Vizcachas hacia el monte Cazador, cruzaba el rio Guillermo y tomaba nuevamente la divisoria continental hasta el paralelo 52 de latitud sur, donde concluía la controversia fronteriza chileno-argentina.
En 2023, la Cancillería chilena envió una nota diplomática a su par de Argentina para pedir antecedentes de la afectación del caudal binacional, situación alertada por estancieros de la zona que vieron como el Vizcachas se secaba, presumiblemente por la intervención del río en territorio argentino. Se trata de obras que infringen acuerdos binacionales sobre medio ambiente y recursos hídricos compartidos firmados en 1991.